# Antonio de Romrée y Paulin
Antonio de Romrée y Paulin, marqués consorte de Roncali (8 de noviembre de 1846 - Madrid, 19 de diciembre de 1894) fue un político y aristócrata español. 

## Biografía
Era miembro de una familia aristocrática y terrateniente de la Huerta de Valencia; su padre, Antonio de Romrée y Cebrián, era un conde belga y su madre fue Josefa Inés Paulín de la Peña, marquesa de Ripalda consorte una vez viuda de Romrèe. Fue nombrado marqués en 1877 por matrimonio con Cristina Rocali y Gaviria, II marquesa de Roncali, hija de Joaquín Roncali y Ceruti, antiguo ministro y senador en 1863. Durante la restauración borbónica fue miembro del Partido Conservador, con el que fue elegido diputado por el distrito de Torrente en las Elecciones generales de España de 1879 y 1884.